# Piotr Tobolski
Piotr Tobolski (ur. 11 maja 1958 w Gnieźnie) – polski wioślarz, inżynier, olimpijczyk z Moskwy 1980.
W trakcie kariery sportowej reprezentował klub AZS Poznań i AZS-AWF Warszawa. Mistrz Polski w konkurencji jedynek (rok 1981) i czterokrotny mistrz w dwójkach podwójnych.
W konkurencji dwójek podwójnych uczestnik mistrzostw świata w: Monachium (1981) (partnerem był Wiesław Kujda) gdzie zajął 5. miejsce, Lucernie (1982) (partnerem był Kajetan Broniewski) gdzie polska osada zajęła 6. miejsce, Hazewinkel(1985) (partnerem był Przemysław Mieszkowski) gdzie Polacy zajęli 10. miejsce.
Akademicki mistrz świata w czwórce podwójnej na dystansie 500 metrów i brązowy medalista na dystansie 2000 metrów w roku 1984.
Na igrzyskach w Moskwie wystartował w dwójkach podwójnych (partnerem był:Wiesław Kujda) w których zajął 6. miejsce.